# Konstancije III.
Konstancije III.  (* Naissus (Niš), ?? - Ravenna, 2. rujna 421.), puno ime Flavius Constantius, suvladar Zapadnog Rimskog Carsva.